# HeForShe
HeForShe és un programa solidari de les Nacions Unides, creat l'any 2014 per l'ONU Dones, dedicat a mobilitzar persones de tots els gèneres per a formar una xarxa de treball per a la visibilització, l'assoliment de l'empoderament de les dones i la igualtat de gènere als sectors governamentals, privat i acadèmic.
Entre les seves línies d'actuació es troba l'educació a les dones perquè estiguin capacitades, i als homes, contra els biaixos cognitius i la violència masclista a tots els nivells. De fet, la disminució i, idealment, l'erradicació de la violència contra les dones és una altra de les seves línies a tots els països del món i per a totes les classes socials: agressions físiques, sexuals, psicològiques i verbals, micromasclismes, llenguatge no inclusiu, invisibilitzacions, etc. Una línia es dedica a fomentar la participació política de les dones perquè puguin donar veu a les seves demandes. També fomenta la salut de les dones, la lliure identitat, la corresponsabilitat social i la igualtat de drets i condicions laborals, especialment la igualtat d'oportunitats laborals i la no discriminació de salaris, perquè les dones puguin gaudir dels drets humans fonamentals en front de la dominació masculina. Les actuacions es comprometen a fites per a canvis reals i amb processos transparents. Un dels seus programes pilot és el 10x10x10.